# Wonky techno
Wonky techno (známé také jako experimental techno) je styl techna založený na breacích zasazených kolem 4/4 beat struktury a experimentování s novými rytmy a zvuky, které bývají často deformovány, distorzovány apod., s vlivem z breakbeatu, glitche a electra. Wonky techno může být jednak taneční hudbou, ale i abstraktním experimentálním počinem.
O počátcích tohoto stylu se zatím vedou spekulace. Nejvíce se připisuje vznik wonky techna Jerome Hillovi, který sbíral jakési „wonky“ skladby a prodával v dnes již zavřeném londýnském obchodě „Dragondisks“.

## Interpreti
- Blue Arsed Fly
- Cristian Vogel
- Dave Tarrida
- Ibrahim Alfa
- Justin Berkovi
- Neil Landstrumm
- Rotorik
- Si Begg
- Subhead
- Tobias Schmidt
- T.Raumschmiere
- Jerome Hill

## Vydavatelství
- Mosquito
- Neue Heimat
- Sativae
- Tresor
- Don't
- Input Output
- Scandinavia